# Ca l'Estrella
Ca l'Estrella és una obra del municipi d'Anglès inclosa en l'Inventari del Patrimoni Arquitectònic de Catalunya.

## Descripció
Edifici de tres plantes i coberta plana que fa cantonada amb una travessera del carrer d'Avall. La planta baixa té a la façana una obertura d'aparença comercial en desús (antiga llibreria).
El primer pis té dos obertures, un balcó d'obra i ferro forjat amb base de pedra i una gran finestra cantonera geminada emmarcada de pedra sorrenca i muntant o pilar central monolític. Està decorada amb motllures i inscripcions i té una base de mig metre de blocs sostentants ben escairats en disposició triangular. Aquestes dues finestres unides, actualment estan tapades amb rajols i ciment.
El segon pis té un balcó a la façana, una mica més petit que el del pis inferior, però amb la mateixa decoració de ferro forjat. Sobre el segon pis hi ha una cornisa, motllurada de manera senzilla, que continua, amb teules marcades, pel lateral de la casa. La part superior del teulat té una terrassa amb murs fets de rajols en prou mal estat.

## Història
Es tracta d'una casa feta durant el segle xix que va aprofitar elements anteriors com ara els marcs de les finestres geminades i cantoneres de pedra del segle xvii. Les llindes d'aquesta finestra cantonera contenen una inscripció amb la data de 1687 i, amb dubtes de lectura, el nom SALVI (us) TROFITER i les inicials M. F. T.